# Variedade de Riemann
Em geometria de Riemann, uma variedade de Riemann (a designação variedade riemanniana também é encontrada) é uma variedade diferenciável real na qual cada espaço tangente é dotado de um produto interior de maneira que varie suavemente ponto a ponto. Isto permite que se definam várias noções métricas como comprimento de curvas, ângulos, áreas (ou volumes), curvaturas, gradientes de funções e divergência de campos vetoriais.

## Introdução
Uma variedade de Riemann é uma generalização do conceito métrico, diferencial e topológico do espaço euclidiano a objetos geométricos que localmente tem a mesma estrutura que o espaço euclidiano mas globalmente podem representar forma "curva". Com efeito, os exemplos mais simples de variedades de Riemann são precisamente superfícies curvas de {\displaystyle \mathbb {R} ^{3}} e subconjuntos abertos de {\displaystyle \mathbb {R} ^{n}}.
A estrutura matemática da geometria riemanniana permite estender a subconjuntos curvos ou hipersuperfícies do espaço euclidiano, as noções métricas de comprimento de uma curva, área de uma superfície, (hiper)volume ou ângulo entre duas curvas. Isto é realizado definindo-se em cada ponto um objeto matemático chamado tensor métrico que permite especificar um procedimento para medir distâncias, e portanto definir qualquer outro conceito métrico baseado em distâncias e suas variações.

O comprimento de uma curva é definido pela integração dos comprimentos dos vetores tangente em cada curva de tempo.

Do ponto de vista matemático una variedade de Riemann é um tripleto do tipo:
{\displaystyle ({\mathcal {M}},\{\phi _{\alpha }\},g)}
Onde:
{\displaystyle ({\mathcal {M}},\{\phi _{\alpha }\})} é uma variedade diferenciável na que se tenha especificado o conjunto de cartas locais.
{\displaystyle g\,} é uma aplicação bilinear definida positiva desde o espaço tangente à variedade: {\displaystyle g:TM\times TM\to \mathbb {R} .}
Em particular, a métrica g permite definir em cada espaço tangente uma norma ||.|| mediante 
{\displaystyle ||X||={\sqrt {g(X,X)}}.}

### Variedades riemannianas como subvariedades
Uma forma simples de construir variedades riemannianas é buscar subconjuntos "suaves" do espaço euclidiano. De fato, cada subvariedade diferenciável de Rn tem uma métrica de Riemann induzida: o produto interior em cada fibra tangente é a restrição do produto interno em Rn.
De fato, como se segue do teorema de imersão de Nash, todos as variedades de Riemann podem ser consideradas subvariedades diferenciáveis de {\displaystyle \mathbb {R} ^{D}}, para algum D. Em particular pode-se definir uma variedade de Riemann como um espaço métrico que é isométrico a uma subvariedade diferenciável de RD com a métrica intrínseca induzida. Esta definição pode não ser teoricamente suficientemente flexível, mas é muito útil ao se construir as primeiras intuições geométricas na geometria de Riemann.
Em geral uma subvariedade de {\displaystyle \mathbb {R} ^{n}}, dimensão m, será definida localmente por um conjunto de aplicações diferenciáveis do tipo:
{\displaystyle \mathbf {x} =\mathbf {f} (u^{1},\dots ,u^{m}),\ {\mbox{con}}\ x^{i}=f_{i}(u^{1},\dots ,u^{m})\ i\in \{1,\dots ,n\}}
Pelo que matricialmente se terá em cada ponto de coordenadas associadas ui que o tensor métrico pode ser expresso em coordenadas locais em termos da matriz jacobiana de f:
{\displaystyle G={(\phi _{\alpha })}_{*}(g)=D\mathbf {f} ^{T}D\mathbf {f} ,\qquad G=\sum _{i,j=1}^{m}G_{ij}du^{i}\otimes du^{j}}
Neste caso as {\displaystyle (u^{1},\dots ,u^{m})} fariam o papel de coordenadas locais sobre a subvariedade.

### Variedades riemannianas como seções diferenciáveis
Uma variedade de Riemann é definida geralmente como variedade diferenciável com uma seção diferenciável de formas quadráticas positivo-definidas no fibrado tangente. Então tem-se trabalho em demostrar que pode ser convertida em um espaço métrico:
Se γ: [a, b] → M é uma curva continuamente diferenciável na variedade de Riemann M, então se define seu comprimento L(γ) como
{\displaystyle L(\gamma )=\int _{a}^{b}\|\gamma '(t)\|\;dt}
(note-se que o γ'(t) é um elemento do espaço tangente a M no ponto γ(t); ||.||denota a norma resultante do produto interior dado nesse espaço tangente.)
Com esta definição de comprimento, cada variedade de Riemann relacionada a M se converte em um espaço métrico (e inclusive um espaço métrico com comprimento) de um modo natural: a distância d(x, y) entre os pontos x e y em M é definida como
d (x, y) = inf { L(γ): é uma curva continuamente diferenciável que conecta a x e y }.

## Conceitos métricos

### Linhas geodésicas
Ainda que as variedades de Riemann sejam geralmente "curvas", não obstante, podemos encontrar que dados dos pontos diferentes e suficientemente próximos existe uma curva de comprimento mínimo (ainda que esta não tenha porque ser única). Estas linhas de mínimo comprimento se chamam linhas geodésicas e são uma generalização do conceito de "linha reta" ou "linha de mínimo comprimento". Estas são as curvas que localmente conectam seus pontos ao longo das trajetórias mais curtas.
Assim, dada uma curva {\displaystyle \gamma :[a,b]\rightarrow M} contida em uma variedade riemanniana M, definimos o comprimento de tal curva L(γ) mediante o vetor tangente à mesma e as componentes gij do tensor métrico g do seguinte modo:

{\displaystyle L(\gamma )=\int _{a}^{b}{\sqrt {\sum _{i,j}g_{ij}x'_{i}(t)x'_{j}(t)}}\ dt}

Onde xi(t) é a expressão paramétrica dos pontos da curva parametrizada mediante o parâmetro t. Usando os símbolos de Christoffel associados à conexão sem torção, a curva geodésica de mínimo comprimento que passa por um ponto x0 e tem o vetor tangente v satisfaz a seguinte equação:

{\displaystyle {\frac {d^{2}x^{\mu }}{dt^{2}}}+\sum _{\sigma ,\nu }\Gamma _{\sigma \nu }^{\mu }{\frac {dx^{\sigma }}{dt}}{\frac {dx^{\nu }}{dt}}=0}

Pode se demonstrar que a equação anterior pode ser obtida por métodos variacionais, concretamente podemos das equações de Euler-Lagrange para uma lagrangiana construída a partir da forma quadrática associada ao tensor métrico.

### Comprimento, ângulo e volume
Em uma variedade riemanniana a existência de um tensor métrico permite estender as noções euclideanas de comprimento, ângulo entre duas curvas em um ponto (ou dois vetores do espaço tangente de um ponto) ou o volume de uma região desta variedade.
- O comprimento de um segmento de uma curva dada parametrizada por {\displaystyle t\,}, desde {\displaystyle a\,} até {\displaystyle b\,}, é definido como:

{\displaystyle L=\int _{a}^{b}{\sqrt {g_{ij}{\dot {x}}^{i}{\dot {x}}^{j}}}\ dt}
- O ângulo entre dois  vetores U e V (ou entre duas curvas cujos vetores  tangentes são U e V ) é definido como:

{\displaystyle \cos \theta ={\frac {g_{ij}U^{i}V^{j}}{\sqrt {|g_{ij}U^{i}U^{j}||g_{ij}V^{i}V^{j}|}}}}
- O n-volume de uma região R de uma variedade de dimensão n vem a ser dado pela integral estendida a tal região da n-forma de volume:

{\displaystyle V_{R}=\int _{R}{\sqrt {|g|}}\ dx^{1}\land dx^{2}\land ...\land dx^{n}}
Além disto podem ser definidas medidas de dimensionalidade 1< d < n para regiões de subvariedades contidas na variedade original, a qual permite definir d-áreas certos subconjuntos da variedade.

### Produto interior
O produto interior em Rn (o produto escalar euclidiano familiar) permite que se defina comprimentos de vetores e ângulos entre vetores. Por exemplo, se a e b são vetores em Rn, então a² é o comprimento ao quadrado do vetor, e a * b determina o cosseno do ângulo entre eles (a * b = ||a|| ||b|| cos θ). O produto interior é um concepto da álgebra linear que pode ser definido para qualquer espaço vetorial. Desde o fibrado tangente de uma variedade diferenciável (ou, de fato, qualquer fibrado vetorial sobre uma variedade) é, considerado ponto a ponto, um espaço vetorial, pode levar também um produto interior. Se o produto interior no espaço tangente de uma variedade é definido suavemente, então os conceitos que eram somente ponto a ponto definidos em cada espaço tangente podem ser integrados, para render noções análogas em regiões finitas da variedade. Neste contexto, o espaço tangente pode ser pensado como translação infinitesimal na variedade. Assim, o produto interno no espaço tangente dá o comprimento de uma translação infinitesimal. A integral deste comprimento dá o comprimento de uma curva na variedade. Para passar de um conceito algébrico linear a um geométrico diferencial, o requisito de suavidade, em muitos casos, é importante.

### Curvatura
Em uma variedade riemanniana as geodésicas em torno de um ponto exibem comportamentos atípicos com relação à geometria euclidiana. Por exemplo, em um espaço euclidiano podem ter-se linhas retas paralelas cuja distância se mantem constante, entretanto, em uma variedade riemanniana os feixes de geodésicas tendem a divergir (curvatura negativa) ou a convergir (curvatura positiva), segundo seja a curvatura seccional de tal variedade. Todas as curvaturas podem ser representadas adequadamente pelo tensor de curvatura de Riemann que é definível a partir das derivadas de primeira e segunda ordem do tensor métrico. O tensor de curvatura em termos dos símbolos de Christoffel e usando a convenção de  somatório de Einstein que é dada por:
{\displaystyle {R^{\rho }}_{\sigma \mu \nu }=\partial _{\mu }\Gamma _{\nu \sigma }^{\rho }-\partial _{\nu }\Gamma _{\mu \sigma }^{\rho }+\Gamma _{\mu \lambda }^{\rho }\Gamma _{\nu \sigma }^{\lambda }-\Gamma _{\nu \lambda }^{\rho }\Gamma _{\mu \sigma }^{\lambda }}
Uma relação interessante que torna claro o significado do tensor de curvatura é que se só consideradas coordenadas normais {\displaystyle \scriptstyle \{x^{1},\dots ,x^{n}\}} centradas em um ponto p no entorno de determinado ponto a métrica de toda variedade riemanniana pode ser escrita como:
{\displaystyle g_{ij}(x)=\delta _{ij}-{\frac {1}{3}}R_{iklj}x^{k}x^{l}+O(|x|^{3})}
Pode se ver que se o tensor de Riemann é anulado identicamente então localmente a métrica se aproxima da métrica euclidiana e a geometria localmente é euclidiana. No caso de que o tensor não seja nulo, seus componentes dão uma ideia de quanto se distancia a geometria da variedade riemanniana da geometria de um espaço euclidiano de mesma dimensão.

## Generalizações das variedades de Riemann
- Variedade pseudoriemanniana, nas quais são retiradas o requisito de que o tensor métrico dê lugar a uma forma quadrática definida positiva sobre cada ponto no espaço tangente, e são substituídas pelo requisito mais débil de que o tensor métrico seja simplesmente não degenerado. Toda variedade riemanniana é também uma variedade pseudoriemanniana.
- Variedade de Finsler, na qual se elimina o requisito de existência de um tensor métrico definido positivo, e se substitui essa condição pelo requisito mais débil da existência de uma norma sobre o espaço vetorial tangente a cada ponto. Toda variedade riemanniana é portanto uma variedade de Finsler.
- Variedade de Kähler é uma variedade simplética na qual é possível definir estruturas análogas às existentes nas variedades de Riemann. Também é variedade complexa, uma variedade de Riemann, e uma variedade simplética, com estas três estruturas compatíveis entre si.